# Ralph McInerny
Ralph McInerny (* 24. Februar 1929; † 29. Januar 2010 in South Bend, Indiana, USA) war ein US-amerikanischer Philosoph und Hochschullehrer und zudem Verfasser von Mystery-Romanen um die fiktive Figur des Father Downing.

## Leben
Nach dem Schulbesuch studierte McInerny am Priesterseminar St. Paul Seminary in Saint Paul (Minnesota) sowie an der University of Minnesota und der Universität Laval und schloss diese jeweils mit einer Graduierung ab.
Im Jahr 1955 wurde er zum Professor für Philosophie an der University of Notre Dame in Indiana berufen und hatte später die dortige Michael P. Grace-Professur für Mittelalterliche Studien inne. Zugleich war er von 1979 bis 2006 Direktor des Jacques-Maritain-Zentrums. Er war ein Fachmann der Schriften von Thomas von Aquin und des Thomismus. 2009 erfolgte seine Emeritierung.
McInerny war Autor von mehr als zwei Dutzend wissenschaftlichen Büchern sowie einer Vielzahl von fachwissenschaftlichen Aufsätzen. 1982 war er Mitgründer des Magazins Crisis, dessen Veröffentlichungen seit 2006 im Internet unter insidecatholic.com erfolgen. Darüber hinaus veröffentlichte er mehr als 80 Romane, darunter die The Father Dowling Mysteries, Vorlage für die zwischen 1987 und 1991 produzierte Fernsehserie Ein gesegnetes Team.
2006 erschien seine Autobiografie I Alone Have Escaped to Tell You: My Life and Pastimes.

## Ehrungen und Auszeichnungen
- 1993 Anthony Award für sein schriftstellerisches Lebenswerk

## Wissenschaftliche Buchveröffentlichungen (Auswahl)
- Thomism in an Age of Renewal, 1969
- The Question of Christian Ethics, 1993
- Aquinas on Human Action
- The Very Rich Hours of Jacques Maritain: A Spiritual Life, 2003